# Eduard Christ
Eduard Christ (* 10. September 1885 in Laubach; † 9. Februar 1965 in Köln) war ein deutscher Bankmanager.

## Leben
Eduard Christ wurde 1918 mit der Arbeit Die Anlegung des Vermögens der Reichsversicherungsanstalt für Angestellte insbesondere seine Verwendung im Interesse der Kleinwohnungsfürsorge promoviert. Er trat in den Staatsdienst ein und war zuletzt als Regierungs- und Staatsfinanzrat für die Thüringische Staatsbank tätig. 1935 wurde er vom Aufsichtsrat der Westdeutschen Bodenkreditanstalt in Köln in den Vorstand berufen; nach dem Ende des Zweiten Weltkrieges war er dessen Vorstandsvorsitzender bis zur Pensionierung 1956, anschließend Mitglied des Aufsichtsrats der Westdeutschen Bodenkreditanstalt. Er hatte weitere Aufsichtsratsmandate inne, wie bei der Bilfinger & Berger AG (seit 1949).
Bis zu seinem Tode 1965 gehörte Christ dem Herausgeberkreis der Zeitschrift für das gesamte Kreditwesen an.
1952 wurde er von Kardinal-Großmeister Nicola Kardinal Canali zum Ritter des Ritterordens vom Heiligen Grab zu Jerusalem ernannt und am 8. Dezember 1952 im Kölner Dom durch Lorenz Jaeger, Großprior der deutschen Statthalterei, investiert.
Christ hatte 1919 in Berlin Therese Elisabeth Weinrich geheiratet. Er verstarb im Alter von 79 Jahren in seiner Wohnung in Köln-Marienburg.

## Ehrungen
- Großes Verdienstkreuz des Verdienstordens der Bundesrepublik Deutschland (1953)
- Ehrensenator der Universität zu Köln (18. Februar 1956)[3]

## Schriften
- Westdeutsche Bodenkreditanstalt – Westboden: Ihre Geschichte und ihr Aufgabengebiet, F. Knapp., 1961